# 杉田水脈
杉田水脈（日语：／ Sugita Mio，1967年4月22日—），婚前舊姓「吉岡」，是一名日本政治家，自由民主黨所屬、眾議院議員（第2任），她在黨內屬於安倍派。

## 生平
杉田出生於兵庫縣神戶市垂水區，父親為她取名「水脈」，出自《萬葉集》。她曾就讀親和中學校・親和女子高等學校，1990年畢業於鳥取大學農学部林学科。同年4月積水房屋木造（1995年被積水房屋合併）入社、1992年4月起在西宮市公所任職。她於1993年結婚，育有女兒
2010年，杉田水脈從西宮市公所退職。同年10月，就任眾人之黨兵庫6區支部長，並且參加維新政治塾，進而轉到日本維新會。
2012年12月，她在第46屆日本眾議院議員總選舉中代表日本維新会出馬，與自由民主党的当時新人大串正樹、共産党、日本未來黨爭奪兵庫6区議席，於小選舉區敗於自民黨的大串隨後，在近畿比例代表區（滋賀縣、京都府、大阪府、兵庫縣、奈良縣、和歌山縣）因比例復活而得以初次當選。2017年9月在推特宣佈加入自由民主黨投入第48屆日本眾議院議員總選舉，於中國比例代表區（鳥取縣、島根縣、岡山縣、廣島縣、山口縣）當選。

## 爭議言論
2018年7月，杉田向月刊《新潮45》投稿時在文中提到，LGBT族群不生小孩，沒有任何生產性可言，質疑政府對LGBT族群投入稅金，根本是「浪費」，隨即引發巨大爭議。
2020年1月，在眾議院院會上，杉田又對主張夫妻可以選擇不同姓氏的國民民主黨代表（黨主席）玉木雄一郎嗆聲說，「那就不要結婚啊」。同年9月，在自民黨的一場會議論及性犯罪問題時表示「女性很會說謊」，此發言一出被自民黨政調會長下村博文給予口頭警告，她之後也在自己的部落格道歉。同年10月1日在自己的部落格說「我完全沒有藐視女性的意圖，會說謊的人沒有性別之分，我要為給外界只有女性會說謊的印象致歉」。
由於多次發表爭議言論，杉田水脈被日本媒體封為「失言女王」。